# Giovanni Brevio
Giovanni Brevio (Venezia, seconda metà del XV secolo – dopo il 1549) è stato un letterato italiano.

## Biografia
Di lui si hanno scarsissime notizie. Sacerdote, trascorse gran parte della sua esistenza in Veneto, fatto salvo un soggiorno romano dopo il 1514 (forse presso la corte pontificia). Nel 1524 era canonico di Ceneda e, in seguito, rettore dell'arcipretale di Arquà. Pare che successivamente abbia vissuto tra Venezia e Padova. Nel 1542 sarebbe tornato a Roma, presso la curia, e vi risultava ancora nel 1545. Non si conosce la sua data di morte, avvenuta probabilmente dopo il 1549 (in quell'anno Bernardo Giunti ne parla come scrittore vivente).
È noto per una raccolta di sei novelle, una delle quali è un plagio della novella di Belfagor arcidiavolo di Niccolò Machiavelli.